# Wills Memorial Building

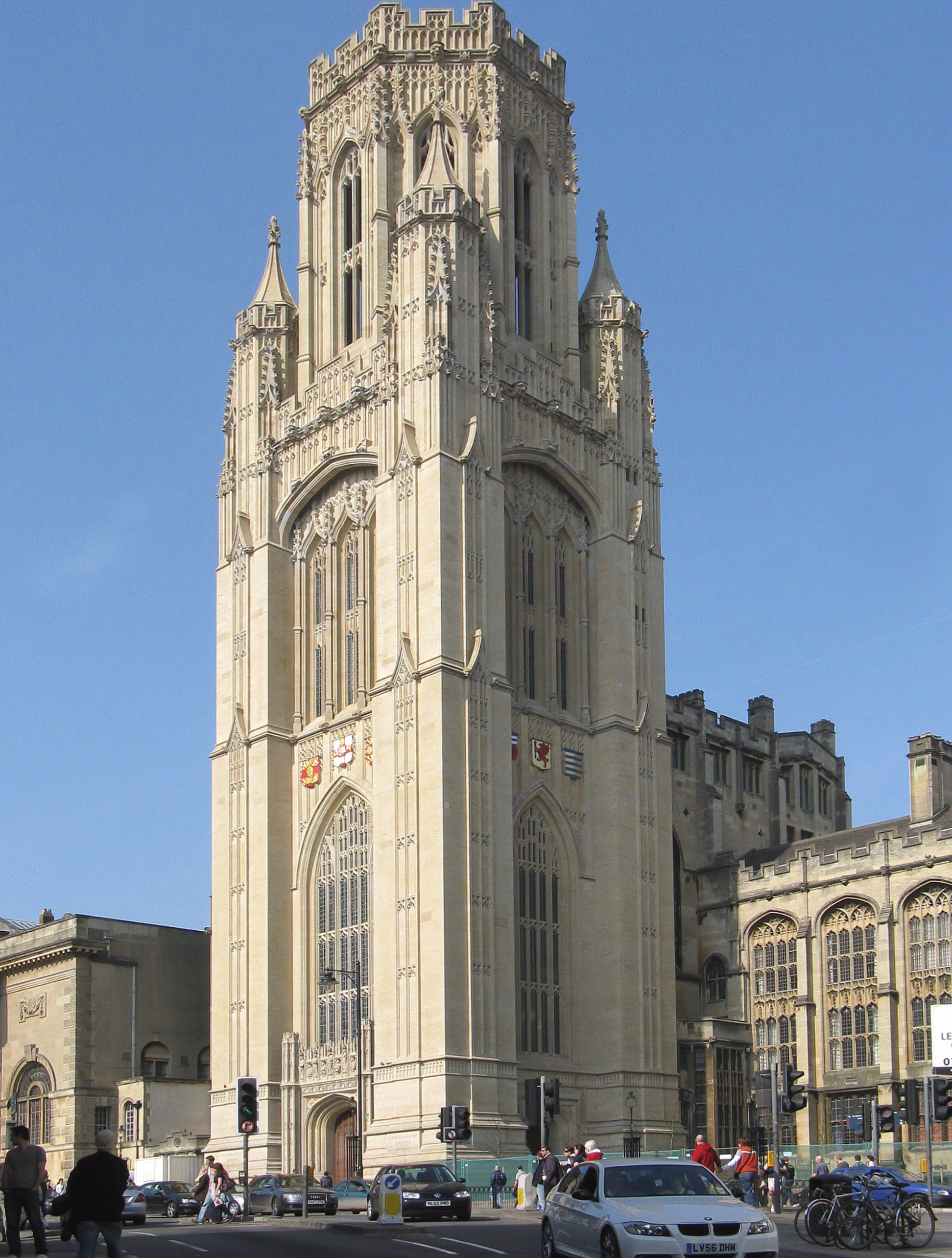
Ansicht des Wills Towers von der Park Street

Das Wills Memorial Building ist ein unter Denkmalschutz stehender Gebäudekomplex der University of Bristol in Bristol, England.

## Geschichte
Das Wills Memorial Building wurde im Jahre 1912 von den Mehrheitsbesitzern des Tabakwarenherstellers Imperial Tobacco, den Söhnen von Henry Overton Wills III, George Alfred Wills und Henry Herbert Wills, gestiftet. Henry Overton Wills III hatte den damals enormen Betrag von 100.000 £ gestiftet mit der Auflage, innerhalb eines Jahres die University of Bristol zu gründen. Nach der Gründung im Jahre 1909 wurde er ihr erster Kanzler.
Der Planungsauftrag ging an den britischen Architekten, den späteren Sir, George Oatley. Dieser entwarf einen Gebäudeensemble im Perpendicular Style, der an die spätgotischen Bauten der Universitäten Oxford und Cambridge erinnert. Oatley hatte den Auftrag dauerhaft zu bauen und hatte keine Finanzierungsprobleme, da das Familienvermögen aus den Tabakgeschäften der Wills unerschöpflich war. Die Bauarbeiten begannen im Ersten Weltkrieg im Jahre 1915. Nach einer kriegsbedingten Unterbrechung von 1916 bis 1919 wurden sie fortgesetzt, sodass die Gebäude am 9. Juni 1925 durch König Georg V. und seine Ehefrau Queen Mary eingeweiht werden konnten.
Während des deutschen Bombenkrieges (The Blitz) gegen Großbritannien in den Jahren 1940 bis 1944 wurde Bristol häufig bombardiert. Die Große Halle der Universität, als Hammerbalken-Gewölbe errichtet, wurde beschädigt und erst in den 1960er Jahren originalgetreu wiedererstellt.
Seit 2006 laufen an den Gebäuden Säuberungs- und Instandhaltungsarbeiten.

## Architektur
Der dominierende Teil des Ensembles ist der Wills Tower, der mit 68 Metern Höhe die umliegenden Gebäude überragt. Er ist aus Stahlbeton gebaut und mit Sandstein aus der näheren Umgebung verkleidet. Der quadratische Turm wird von einem achteckigen Glockenturm gekrönt, in welchem die sechstgrößte Glocke Englands, Great George, zu jeder vollen Stunde die Zeit ansagt. Das Gewicht der Glocke beträgt über 9,5 Tonnen.
In der Eingangshalle unter dem Turm führen zwei riesige Treppen in die Great Hall. Weitere Gebäudeteile sind z. B. die Wills Memorial Geology Library und weitere mehr als 50 Verwaltungs- und Studienräume.
Der deutschstämmige, britische Architekturkritiker Nikolaus Pevsner kommentierte den Komplex wie folgt: .. ein Gewaltmarsch durch die Neugotik, so überzeugend gebaut, so riesig, so gekonnt, daß man nicht anders kann, als ihm Respekt zu zollen.

## Nutzung
In den Gebäuden sind zurzeit (2011) die Juristische Fakultät und die Geowissenschaften untergebracht. Für die Bevölkerung Bristols sind sie einfach die Universität.